# Bathycolpodes kabaria
Bathycolpodes kabaria là một loài bướm đêm trong họ Geometridae.